# せかいのうた
『せかいのうた』は、FAIRCHILDの4枚目のスタジオ・アルバム。

## 収録曲
全編曲：FAIRCHILD/特記以外作詞：YOU/作曲：戸田誠司
1. 探してるのにぃ (4:23)
  - 7thシングル。
2. 忍者のうた (3:46)
  - 作曲：川口浩和
3. じょうだんじゃないよ (4:10)
4. 僕達のクリスマス (5:17)
  - 作詞：JAMES UDESKY
  - 全英語詞。
5. Go Go chewingman (4:28)
  - 作曲：川口浩和
6. おなかがすいた (3:21)
7. オリエンタルガールのうた (3:45)
  - 7thシングルのカップリング曲。
8. 冷天・冬 (4:21)
9. コールバック (4:46)
  - 6thシングル、特に表記は無いがアルバムバージョンである。
10. school,beauty,days, (3:52)
11. サイゴノ,チキュウ (5:28)